# Vila Taboquinha
Vila Taboquinha é um subdistrito brasileiro administrado pelo município de Exu no estado de Pernambuco no Sertão Pernambucano na região do Araripe. Está localizado às margens da rodovia PE-585, a 2,8 km de distancia do distrito de Tabocas (5 minutos) e a 21,5 km do município sede Exu.Originalmente, era pra ser usada como ponto de apoio e posto fiscal.
Vila Taboquinha foi, outrora, subdistrito do distrito de Cana Brava.